# Kostel Seslání Ducha svatého (Český Dub)
Římskokatolický kostel Seslání Ducha Svatého v Českém Dubu, jehož čtyřboká věž je dominantou města, je děkanským kostelem poprvé zmiňovaným roku 1291. Renesančně byl přestavěn v roce 1530. Během obsazení města švédskou posádkou kostel v roce 1647 vyhořel. Po dalším požáru v roce 1694 byl přestavěn v raně barokním slohu a získal dnešní podobu. V souvislosti s požárem roku 1713 byla loď kostela opatřena valenou klenbou s lunetami. Kolem kostela se rozkládal hřbitov a do špitálu při jeho severní stěně chodívala léčit sv. Zdislava. Kostel je chráněn jako kulturní památka České republiky.

## Architektura

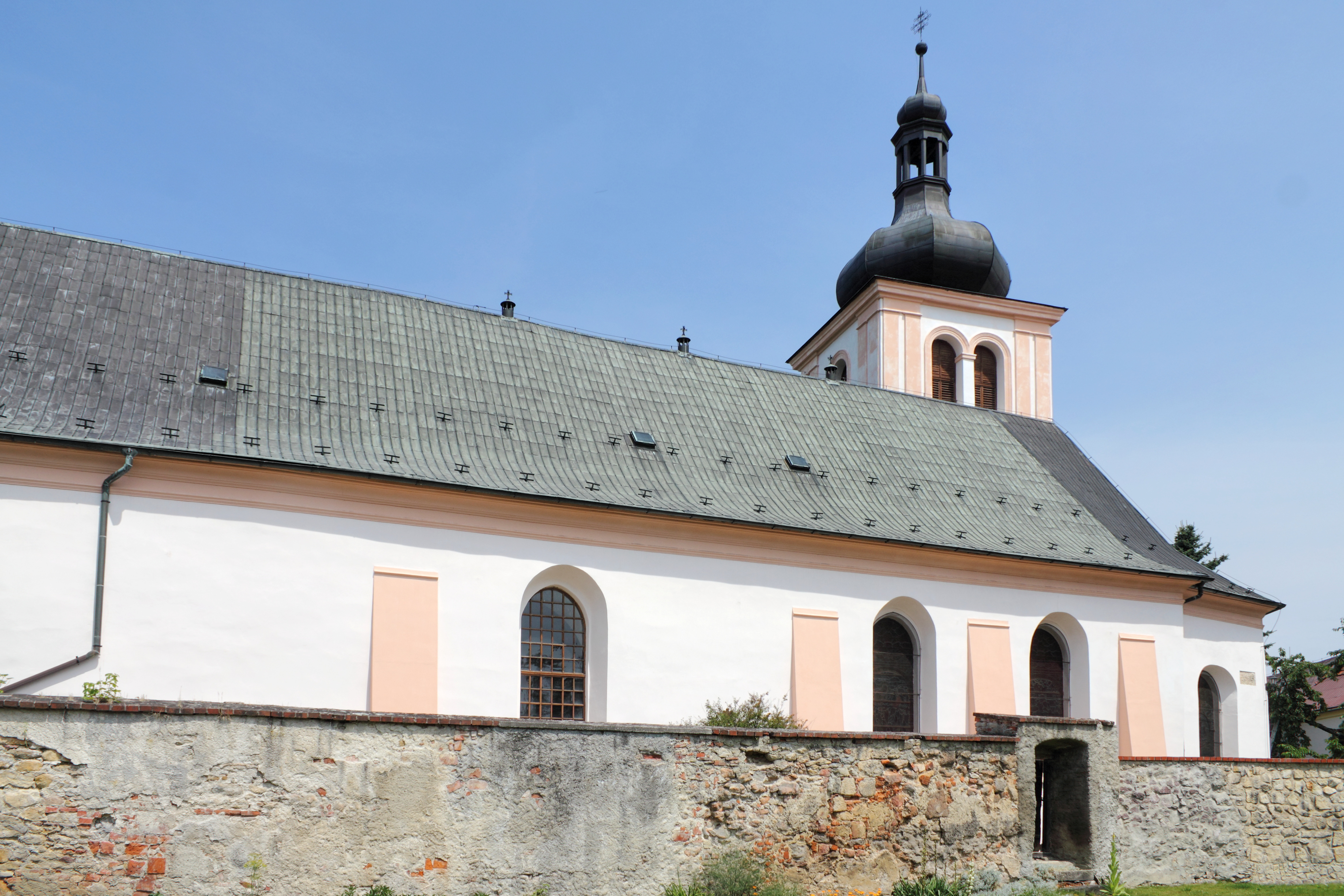
Poční pohled zvýrazňující protáhlost kostela

Kostel je raně barokní, obdélný, jednolodní a díky dvojímu prodlužování, protáhlý. Stavba dlouhá je 32,5 metrů. Má polygonální neoddělený závěr, při kterém se na severu nachází věž se sakristií. Vedle věže jsou dvě přestavěné oratoře. Zevně je hladký, zpevněný u jižní strany pilíři. Má čtyři obloukem zaklenutá okna a dva portály, z ichž jeden je pozdně goticky profilován. Věž je v jádře gotická, v dolní části plná, v patře barokně jednoduchá. Má sdružená okna. Střecha je věže je cibulová. Loď a presbytář mají valenou klenbu s lunetami, které jsou v lodi nepravidelně, vedoucí částečně na korespondující renesanční polosloupy. Dřevěná kruchta pochází z roku 1657. V kostele jsou pseudobarokové rozvilinové a páskové nástropní štukatury. Pozdně gotický profilovaný portál pocházející z období kolem roku 1530 vede do sakristie, která má valenou klenbu.

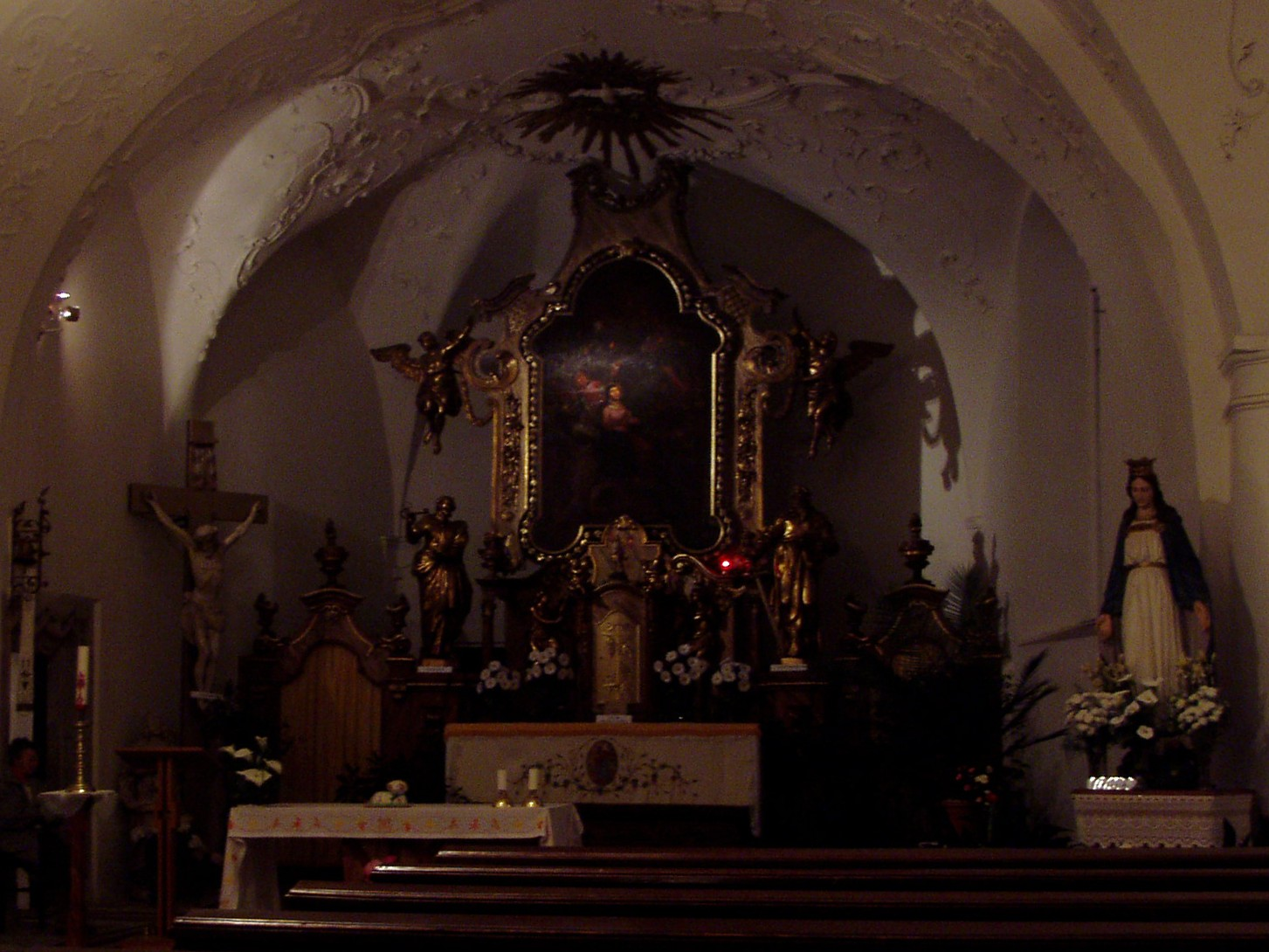
Presbytář kostela

Zařízení kostela je různorodé. Hlavní oltář má rokokový retábl, portál se sochami sv. Petra a sv. Pavla. Oltář má klasický rám, nesený anděly a obraz Seslání Ducha svatého. Boční oltáře na rozhraní lodi a presbytáře jsou panelové, klasické, s obrazy Panny Marie a sv. Floriána. V lodi jsou dva oltáře novorenesanční pocházející období kolem roku 1880 s obrazy sv. Jana a sv. Anny. V presbytáři se nachází pozdně barokní sousoší Kalvárie z poloviny 18. století a cínová barokní křtitelnice z 18. století. Varhany jsou z roku 1893 jsou dílem firmy Rieger a mají neorenesanční skříň. Ve věži kostela byla objevena pozdně gotická skříň s šablonovou malbou z 15. století. Tato skříň byla přemístěna do muzea v Českém Dubu.